# The Food Album
The Food Album — это сборник американского певца и автора песен «Weird Al» Янковича, выпущенный 22 июня 1993 года лейблом Scotti Brothers Records . Релиз включает десять пародийных песен Янковича, каждая из которых носит смысл о еде. Аналогичный альбом, «TV Album», в котором представлены песни исключительно о телевидении, выйдет два года спустя.
Альбом был с неохотой выпущен Янковичем, который чувствовал, что сборка была ненужной и просто способом для его рекорд-лейбла зарабатывать деньги. Несколько связанных с едой песен, записанных Янковичем, таких как «Girls Just Want To Have Lunch» и «Waffle King», были исключены из записи, хотя первая была из-за личных предпочтений, а вторая из-за проблем с расписанием.
The Food Album получили неоднозначные отзывы от музыкальных критиков, многие из которых считали, что пластинка представляет собой приятную коллекцию песен, но не является необходимой для покупки. Несмотря на теплый прием, запись была сертифицирована Золотой Ассоциацией звукозаписывающей индустрии Америки (RIAA), что делает её первой и единственной записью Янковича, которая достигла этой сертификации.